# Epifanio de los Santos

Epifanio de los Santos

Epifanio de los Santos (Malabon, 7 april 1871 - Manilla, 18 april 1928) was een Filipijns historicus, auteur, jurist en kunstenaar.

## Levensloop
Epifanio de los Santos, ook wel bekend als Don Panyong, werd geboren op 7 april 1871 in Malabon in de provincie Rizal. Hij was de enige zoon van Antonia Cristobal, een musicus en Escolastico de los Santos, een rijke en goed opleidde langgoedeigenaar. Epifanio behaalde zijn bachelor-diploma aan de Ateneo de Manila University summa cum laude en studeerde daarna rechten aan de University of Santo Tomas. Tijdens zijn rechtenstudie raakte hij na het lezen van de roman 'Pepita Jiminez' van Juan Valera in de ban van deze schrijver en literatuur in het algemeen. Na verloop van tijd beheerste hij behalve het Spaans tevens Latijn, Grieks en Frans. In 1898 behaalde hij zijn bachelor in de rechten en slaagde hij voor het toelatingsexamen voor de Filipijnse balie.
In juni 1898, kort na de vernietiging van de Spaanse vloot in de Slag in de Baai van Manilla, begon De los Santos met zijn vriend Clemente Zulueta een patriottistische krant. Er werd echter slechts een nummer uitgebracht, waarop hij in de redactie van de krant La Independencia van generaal Luna werd opgenomen. De door hem geschreven artikelen verschenen in La Independencia onder het pseudoniem G. Solon. In april 1900 werd De Los Santos benoemd tot district attorney van San Isidro in de provincie Nueva Ecija. Enige tijd daarna volgde een benoeming tot provinciaal secretaris. In 1902 en in 1904 werd hij verkozen tot gouverneur van Nueva Ecija. In 1904 representeerde hij de Filipijnen in de Saint Louis World's Fair als lid van de Philippine Commission.
In maart 1906 werd De los Santos benoemd tot openbaar aanklager van de provincies Bulacan en Bataan. Op 1 oktober 1907 volgde een herbenoeming voor alleen de provincie Bulacan. Deze positie zou hij nog 18 jaar bekleden. Gedurende die tijd deed hij onderzoek naar de Filipijnse geschiedenis en de literatuur en bouwde hij een enorme privécollectie op. Hij stond bekend als een slechte spreker, maar een van de beste Filipijnse schrijvers ooit. Zijn eerste werk 'Algo de prosa' (1909) bevatte een reeks verhalen en essays. Andere werken van zijn hand waren 'Literatura Tagala' (1911), 'El Teatro Tagalo' (1911), 'Nuestra Literatura' (1913), 'El Proceso del dr. Jose Rizal' (1914) en 'Folklore Musical de Filipinas' (1920). Ook schreef hij biografieën van Trinidad H. Pardo de Tavera, Marcelo del Pilar, Andres Bonifacio, Emilio Jacinto en Ignacio Villamor. Zijn vertaling van Florante at Laura van Francisco Balagtas van het Tagalog naar het Spaans wordt nog steeds beschouwd als een klassieker. Zijn werk werd niet alleen in de Filipijnen geprezen, maar viel ook daarbuiten op. Hij werd als eerste persoon van Filipijnse afkomst lid van de Real Academia Española. Naast het schrijven was hij ook actief als kunst en literatuurcriticus en was hij een getalenteerd musicus.
In 1918 werd hij door gouverneur-generaal Francis Burton Harrison benoemd tot assistent-directeur van de Philippine Census. In 1925 volgde een benoeming door gouverneur-generaal Leonard Wood tot directeur van de Philippine Library and Museum. Hij was daarbij de opvolger van Trinidad Pardo de Tavera, die in maart van dat jaar was overleden. Tevens werd hij dat jaar gekozen tot derde president van de Philippine Library Association.
Epifanio de los Santos overleed op 18 april 1928 op 57-jarige aan de gevolgen van een hartaanval. De Filipijnse overheid eerde hem met een staatsbegrafenis. In 1959 werd de rondweg rond Manilla hernoemd naar Epifanio de los Santos Avenue (beter bekend onder de afkorting EDSA). Daarnaast werd diverse scholen, straten, een hogeschool, een ziekenhuis, een drukkerij en een auditorium in de National Library of the Philippines naar hem vernoemd.

## Familie
Epifanio trouwde in april 1899 met Ursula Paez uit Malabon. Met haar kreeg hij vier kinderen. Nadat zij op jonge leeftijd overleed trouwde hij in 1908 met Margarita Torralba uit Malolos. Met haar kreeg hij nog acht kinderen. Jose, een zoon uit zijn eerste huwelijk werd een bekend historicus, biograaf en verzamelaar. Socrates, een zoon uit zijn tweede huwelijk werd een vooraanstaande luchtvaart ingenieur bij het Pentagon. Zijn broer Escolastico was pianist bij stille films en publiceerde tevens gedichten en verhalen in Filipijnse tijdschriften en kranten.

## Bron
- Zaide, Gregorio F. (1970), Great Filipinos in History, Verde Book Store, Manila